# 태스크 포스 클렙토캡처
태스크 포스 클렙토캡처(영어: Task Force KleptoCapture)는 2022년 러시아의 우크라이나 침공에 대응하여 러시아 과두정치인에 대한 제재를 하기 위해 2022년 3월에 설립된 미국 법무부 부서이다.

## 배경
조 바이든 대통령은 2022년 국정연설에서 발표했다. 이 팀은 특히 러시아 과두 정치인을 겨냥하여 구성되었다. 연방수사국, 연방보안관, 국세청, 우편검사국, 이민세관집행국, 비밀경호국의 공무원들로 구성되었다. 태스크 포스의 주요 목표는 미국 정부가 러시아 정부와 불법적으로 관여하고 우크라이나를 침공한 수익금이라고 여겨지는 자산을 동결 및 압수하기 위해 이러한 러시아 개인에 대한 제재를 가하는 것이다.